# بوپال: دعا برای باران
بوپال: دعا برای باران (به انگلیسی: Bhopal: A Prayer for Rain) فیلمی محصول سال ۲۰۱۴ و به کارگردانی راوی کومار است. در این فیلم بازیگرانی همچون مارتین شین، میشا بارتون، کل پن، راجپال یاداو، تانیشتا چاتراجی، فاگون تاکرار، وینیت کومار، لیزا داون، آکیل میشرا، جوی سنگوپتا و ساتیش کایشیک ایفای نقش کرده‌اند.
این فیلم دربارهٔ فاجعه بوپال است.